# Jorge de Frutos
Jorge de Frutos, né le 20 février 1997 à Navares de Enmedio en Espagne, est un footballeur espagnol qui évolue au poste d'ailier droit au Rayo Vallecano.

## Biographie

### Débuts professionnels
Né à Navares de Enmedio en Espagne, Jorge de Frutos est notamment formé par le Rayo Majadahonda.
Le 1er mai 2018 il signe en faveur du Real Madrid CF, où il doit dans un premier temps renforcer la réserve du club.
En juin 2019 de Frutos est prêté au Real Valladolid. Avec cette équipe il découvre la Liga et joue un total de cinq matchs
Le 17 janvier 2020, il est prêté jusqu'à la fin de la saison au Rayo Vallecano. Il joue son premier match avec cette équipe le 18 janvier 2020 contre la SD Ponferradina (1-1 score final).

### Levante UD
Le 29 juillet 2020, Jorge de Frutos s'engage au Levante UD, pour un contrat de cinq ans. Il retrouve alors la Liga, jouant son premier match sous ses nouvelles couleurs lors la première journée de la saison 2020-2021 face au Valence CF, le 13 septembre 2020. Il entre en jeu en cours de partie ce jour-là, à la place d'Enis Bardhi, et son équipe s'incline par quatre buts à deux. Le 5 décembre 2020, Jorge de Frutos inscrit son premier but pour Levante face au Getafe CF, en championnat. Titulaire ce jour-là, il se montre tout d'abord décisif en délivrant une passe décisive pour Roger Martí, avant d'inscrire le troisième but de son équipe, qui s'impose finalement par trois buts à zéro.

### Retour au Rayo Vallecano
Le 17 août 2023, Jorge de Frutos fait son retour au Rayo Vallecano. Il signe un contrat de cinq ans, soit jusqu'en juin 2028,.
Le 15 septembre 2023, de Frutos marque son premier but depuis son retour, lors d'un match de championnat face au Deportivo Alavés. Buteur après son entrée en jeu, il participe à la victoire de son équipe par deux buts à zéro.